# Rogeno
Rogeno là một đô thị trong tỉnh Lecco, trong vùng Lombardia của Ý, cự ly khoảng 35 km về phía bắc của Milan và khoảng 13 km về phía tây nam của Lecco. Tại thời điểm ngày 31 tháng 12 năm 2004, đô thị này có dân số 2.930 người và diện tích là 4,8 km².
Đô thị Rogeno có các frazione (subdivision) Casletto.
Rogeno giáp các đô thị: Bosisio Parini, Costa Masnaga, Eupilio, Merone, Molteno.